# Barbie Dreamtopia
A Barbie Dreamtopia média franchise, amelyet a Mattel Creations gyártott, és a Snowball Studios animált meg, célközönsége pedig az óvodás gyerekek és az 5-11 éves korosztály. A szériát Julia Pistor, a Mattel egyik vezető producere fejlesztette és hozta létre. A széria eredetileg kizárólag a YouTube egyik mobilapplikációján, a YouTube Kids-en jelent meg, majd később magán a YouTube-on is. A Dreamtopia filmet 2016. június 26-án több országban is televíziós különkiadásként mutatták be. A film sikere egy internetes televíziós sorozat, a Barbie Dreamtopia: A sorozat kiadását eredményezte, amelynek első négy epizódját 2017 májusában mutatták be a YouTube Kids-en. A szériát Magyarországon a Minimax mutatta be.

## Szereplők
| Szereplő                            | Színész        | Magyar hang            |
| ----------------------------------- | -------------- | ---------------------- |
| Barbie                              | Erica Lindbeck | Vágó Bernadett         |
| Chelsea                             | Meira Bilnkoff | Koller Virág           |
| Cukker                              | Lucien Dodge   | Eredeti hang           |
| Otto / Notto herceg (Habzsi herceg) | Addie Chandler | Szalai Csongor Domokos |

## Magyar változat
A szinkront a Minimax megbízásából a Subway Studio készítette.

### Rövidfilmek
További magyar hangok: Bor László, Baráth István, Nádasi Veronika, Penke Bence, Potocsny Andor, Szilvási Dániel, Varga Rókus

### Barbie: Dreamtopia
- Magyar szöveg: Udvaros Melinda
- Hangmérnök: Patkovics Péter
- Gyártásvezető: Terbócs Nóra
- Szinkronrendező: Tomasevics Zorka
- Produkciós vezető: Kicska László
- Felolvasó: Mics Ildikó

### Barbie Dreamtopia: Szivárványparti
- Magyar szöveg: Abonyi Tímea
- Dalszöveg: Ullmann Zsuzsa
- Hangmérnök: Gáti Péter
- Gyártásvezető: Terbócs Nóra
- Szinkronrendező: Tomasevics Zorka
- Produkciós vezető: Kicska László
- Felolvasó: Mics Ildikó

További magyar hangok: Albert Gábor, Czető Roland, Bácskai János, Bor László, Kapu Hajni, Orosz Gergő, Varga Rókus, Vámos Mónika

### Barbie Dreamtopia: A sorozat
- Magyar szöveg: Markwarth Zsófia
- Dalszöveg: Ullmann Zsuzsa
- Hangmérnök: Gáti Péter
- Gyártásvezető: Terbócs Nóra
- Szinkronrendező: Tomasevics Zorka
- Produkciós vezető: Kicska László
- Felolvasó: Mics Ildikó (főcím, stáblista), Vágó Bernadett (epizódcímek)

További magyar hangok: Albert Gábor, Berecz Kristóf Uwe, Czető Roland, F. Nagy Eszter, Gubányi György István, Kapu Hajni, Károlyi Lili, Markovics Tamás, Mics Ildikó, Nádasi Veronika, Németh Gábor, Szűcs Anna Viola, Tarr Judit, Turi Bálint, Varga Tamás

## Évados áttekintés
| Évad | Évad        | Epizódok | Eredeti sugárzás | Eredeti sugárzás | Magyar sugárzás      | Magyar sugárzás    |
| Évad | Évad        | Epizódok | Évadpremier      | Évadfinálé       | Évadpremier          | Évadfinálé         |
| ---- | ----------- | -------- | ---------------- | ---------------- | -------------------- | ------------------ |
|      | Rövidfilmek | 8        | 2016. május 5.   | 2016. július 21. | 2016. december 27.   | 2016. december 30. |
|      | Filmek      | 2        | 2016. június 26. | 2017. május 4.   | 2016. szeptember 25. | 2017. október 8.   |
|      | Sorozat     | 26       | 2017. május 25.  | 2018. április 1. | 2018. március 29.    | 2018. május 30.    |

## Rövidfilmek
| #  | Eredeti cím             | Magyar cím                 | Eredeti premier  | Magyar premier     |
| -- | ----------------------- | -------------------------- | ---------------- | ------------------ |
| 1. | Wispy Forest Part 1     | Árnyas Liget, 1. rész      | 2016. május 5.   | 2016. december 30. |
| 2. | Wispy Forest Part 2     | Árnyas Liget, 2. rész      | 2016. május 13.  | 2016. december 30. |
| 3. | Rainbow Cove Part 1     | A szivárvány-öböl, 1. rész | 2016. május 19.  | 2016. december 27. |
| 4. | Rainbow Cove Part 2     | A szivárvány-öböl, 2. rész | 2016. május 26.  | 2016. december 27. |
| 5. | Sweetville Part 1       | Nasifalva, 1. rész         | 2016. június 30. | 2016. december 29. |
| 6. | Sweetville Part 2       | Nasifalva, 2. rész         | 2016. július 7.  | 2016. december 29. |
| 7. | Sparkle Mountain Part 1 | Csillámhegy, 1. rész       | 2016. július 14. | 2016. december 28. |
| 8. | Sparkle Mountain Part 2 | Csillámhegy, 2. rész       | 2016. július 21. | 2016. december 28. |

## Filmek
| #  | Eredeti cím                        | Magyar cím                         | Rendezte      | Írta                                | Eredeti premier  | Magyar premier       |
| -- | ---------------------------------- | ---------------------------------- | ------------- | ----------------------------------- | ---------------- | -------------------- |
| 1. | Barbie: Dreamtopia                 | Barbie: Dreamtopia                 | Saul Blinkoff | Kate Boutilier                      | 2016. június 26. | 2016. szeptember 25. |
| 2. | Barbie Dreamtopia: Festival of Fun | Barbie Dreamtopia: Szivárványparti | Eran Lazar    | Kate Boutilier, Elizabeth Keyishian | 2017. május 4.   | 2017. október 8.     |

## Epizódok
| #   | Eredeti cím                                                           | Magyar cím                                                     | Rendezte   | Írta                            | Eredeti premier    | Magyar premier    |
| --- | --------------------------------------------------------------------- | -------------------------------------------------------------- | ---------- | ------------------------------- | ------------------ | ----------------- |
| 1.  | Building a Licorice Barn                                              |                                                                | Eran Lazar | Kate Boutilier                  | 2017. május 26.    | Nem mutatták be   |
| 2.  | The Supersonic Sparkling Lemonator                                    |                                                                | Eran Lazar | David Rosenberg                 | 2017. május 25.    | Nem mutatták be   |
| 3.  | The Germonstrator                                                     |                                                                | Eran Lazar | Joan Considine Johnson          | 2017. május 28.    | Nem mutatták be   |
| 4.  | Keep On Looking 'til You Find It                                      |                                                                | Eran Lazar | TBA                             | 2017. május 27.    | Nem mutatták be   |
| 5.  | The Sweetest Journey: a story about Patience                          | Édes utazás: mese a türelemről                                 | Eran Lazar | Joan Considine Johnson          | 2017. november 5.  | 2018. március 29. |
| 6.  | A Mopple Mishap: a story about Communication                          | Peches kócmócok: mese a kommunikációról                        | Eran Lazar | David Rosenberg                 | 2017. november 12. | 2018. március 29. |
| 7.  | A Staticky Situation: a story about being flexible                    | Statikus töltés: mese a rugalmasságról                         | Eran Lazar | Donna Logan                     | 2017. november 19. | 2018. március 30. |
| 8.  | The Lost Treasure of the Prism Princess: a story about teamwork       | Prizma hercegnő elveszett kincse: mese a csapatmunkáról        | Eran Lazar | Kate Boutilier                  | 2017. november 26. | 2018. március 30. |
| 9.  | Four Times the Chelsea: a story about different points of view        | Chelsea négyszer: történet a különböző nézőpontokról           | Eran Lazar | David Rosenberg                 | 2017. december 3.  | 2018. március 31. |
| 10. | The Wispy Forest Hairathalon: a story about listening                 | Végtelen csodahaj királyság hajverseny: történet a figyelemről | Eran Lazar | Joan Considine Johnson          | 2017. december 10. | 2018. március 31. |
| 11. | A Winning Color Combination: a story about Forgiveness                | Nyerő színek: mese a megbocsátásról                            | Eran Lazar | David Rosenberg                 | 2017. december 17. | 2018. április 1.  |
| 12. | The Damaged Spellbook: a story about Respecting Other People's Things | A megrongált varázslókönyv: mese a tiszteletről                | Eran Lazar | Kate Boutilier                  | 2017. december 24. | 2018. április 1.  |
| 13. | Concert in the Clouds: a story about Confidence                       | Koncert a fellegekben: mese a magabiztosságról                 | Eran Lazar | Alicyn Packard, Dana Middleton  | 2017. december 31. | 2018. április 2.  |
| 14. | Forest Full of Friendship: a story about Friendship                   | A barátságerdő: mese a barátságról                             | Eran Lazar | TBA                             | 2018. január 7.    | 2018. április 2.  |
| 15. | Bearable Barry: a story about Being Different                         | Eper Laci megjelenik: történet a másságról                     | Eran Lazar | David Rosenberg                 | 2018. január 13.   | 2018. április 3.  |
| 16. | Glitter Ball Trouble: a story about Responsibility                    | Csillámgömb galiba: történet a felelősségről                   | Eran Lazar | Kate Boutilier                  | 2018. január 21.   | 2018. április 3.  |
| 17. | Unicorn in the Cloud: a story about Imagination                       | Unikornis a felhők között: mese a képzeletről                  | Eran Lazar | Ann Austen                      | 2018. január 28.   | 2018. május 17.   |
| 18. | Sailing on a String: a story about Kindness                           | A repülő kutya: mese a kedvességről                            | Eran Lazar | Joan Cosidine Johnson           | 2018. február 4.   | 2018. május 28.   |
| 19. | Rainbow Cove Games: a story about Fair Play                           | Szivárványöböl játékok: mese a tisztességről                   | Eran Lazar | David Rosenberg                 | 2018. február 11.  | 2018. május 21.   |
| 20. | The Magic Seeds: a story about Working together                       | Mágikus magok: mese az együttműködésről                        | Eran Lazar | Alicyn Packard, David Middleton | 2018. február 18.  | 2018. május 22.   |
| 21. | A Sound in Sweetville: a story about Being brave                      | A furcsa hang: mese a bátorságról                              | Eran Lazar | Joan Cosidine Johnson           | 2018. február 25.  | 2018. május 23.   |
| 22. | It’s Not Easy Being Clean: a story about Responsibility               | A tisztaság nem egyszerű: történet a felelősségről             | Eran Lazar | David Rosenberg                 | 2018. március 4.   | 2018. május 24.   |
| 23. | Magical Gifts of the Forest: a story about Thoughtfulness             | Az erdő csodás ajándékai: történet a figyelmességről           | Eran Lazar | Alicyn Packard, David Middleton | 2018. március 11.  | 2018. május 31.   |
| 24. | The Sweetville Parade: a story about Overcoming obstacles             | Parádé Nasifalván: történet a nehézségek legyőzéséről          | Eran Lazar | Joan Cosidine Johnson           | 2018. március 18.  | 2018. május 28.   |
| 25. | Fancy Cheese Fiasco: a story about Honesty                            | A Csini Sajt ügy: történet az őszinteségről                    | Eran Lazar | Alicyn Packard, David Middleton | 2018. március 25.  | 2018. május 29.   |
| 26. | The Tumblin' Tangleweed: a story about Being tidy                     | Az összegabalyodott gazcsomó: történet a rendrakásról          | Eran Lazar | Alicyn Packard, David Middleton | 2018. április 1.   | 2018. május 30.   |